# Thomas Mayer (Ökonom, 1927)
Thomas Mayer (geboren 18. Januar 1927 in Wien; gestorben 29. Januar 2015 in Berkeley) war ein US-amerikanischer Wirtschaftswissenschaftler.

## Leben
Thomas Mayer war ein Sohn des Verkäufers Felix Mayer und der Sekretärin Helen Pollatschek. Seine Eltern brachten ihn nach dem Anschluss Österreichs 1938 mit einem Kindertransport nach England in Sicherheit. Der Vater folgte Ende 1938, der Mutter gelang die Flucht in die USA erst 1941. Mayer besuchte in England die Bunce Court School. 1944 kam die Familie in den USA wieder zusammen.
Mayer arbeitete in New York zunächst als Verkäufer in einem Warenhaus. 1944/45 war er Soldat der US Army und konnte anschließend mit dem G. I. Bill Ökonomie studieren. Er machte 1948 einen B.A. am Queens College (CUNY) und 1949 einen M.A. an der Columbia University. Er arbeitete ab 1951 bei verschiedenen Behörden und wurde 1953 an der Columbia University mit einer Dissertation über demografische Aspekte der Stagnationsthese (Population Argument of the Stagnation Thesis) promoviert. Er machte eine Karriere als Wirtschaftswissenschaftler und war Professor an der West Virginia University (1953–1954, Gastprofessor), University of Notre Dame (1954–1956), Michigan State University (1956–1960), University of California, Berkeley (1960–1961, Gastprofessor) und dann die nächsten dreißig Jahre bis zur Emeritierung an der University of California, Davis (1962–1992). Er war seit 1963 mit Dorothy Harminson verheiratet.
Mayer war zeitweise unter den Herausgebern ökonomischer Fachzeitschriften und Buchreihen wie Journal of Finance, Western Economic Journal, Journal of Money, Credit and Banking, Journal of Economic Literature, Journal of Monetary Economics, Studies Monetary Economics, Cambridge Surveys of Economic Literature. Er war Mitglied der American Economic Association, American Finance Association, International Network for Economic Method, Western Economic Association International, der Royal Economic Society und weiteren, zeitweise auch als Vorstandsmitglied. In der für ihn 1995 erschienenen Festschrift schrieben unter anderem Mark Blaug, Martin Bronfenbrenner, Milton Friedman, Charles Goodhart, Kevin Hoover, David Laidler, Wing Thye Woo.  

## Schriften (Auswahl)

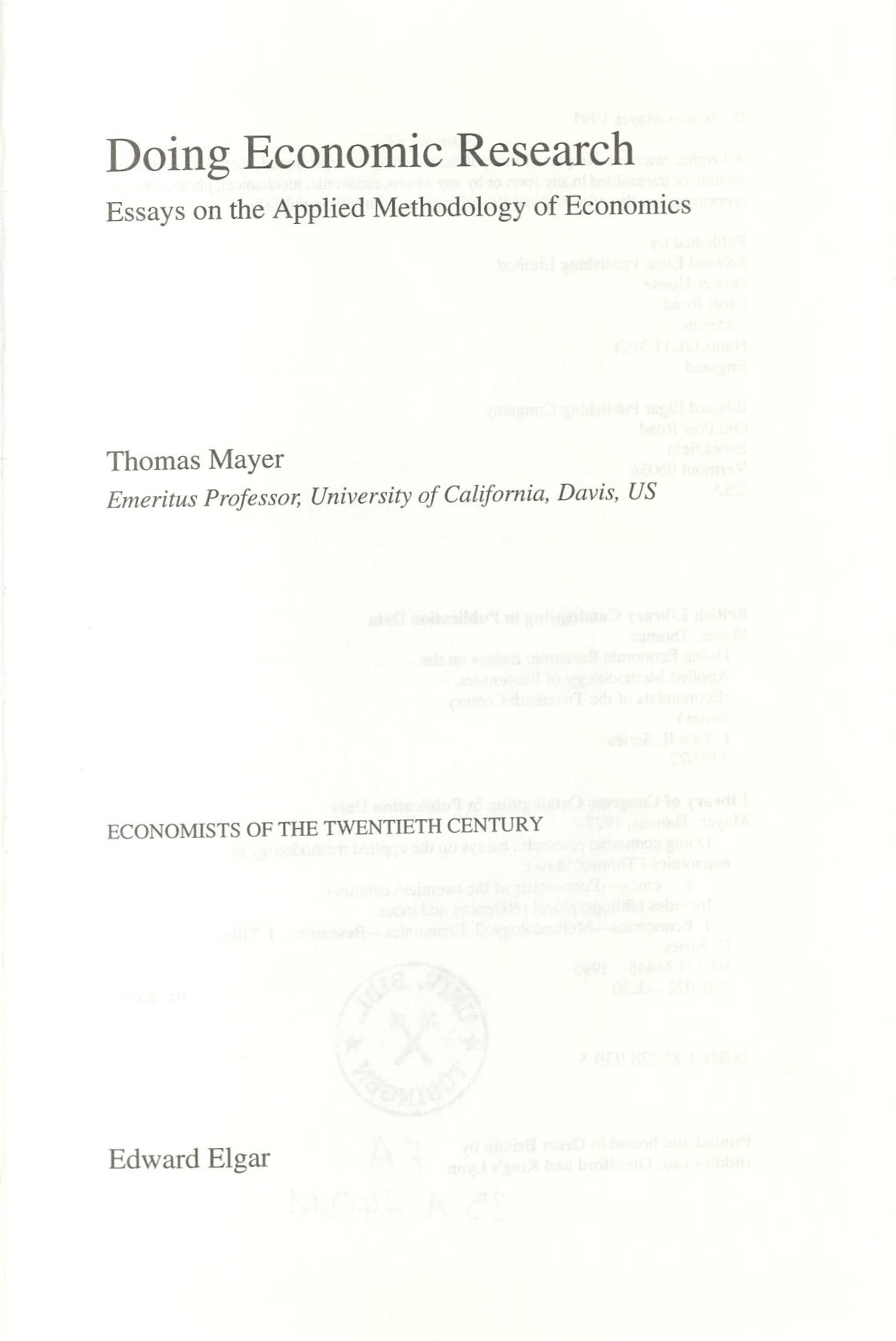
Doing Economic Research (1995)

- Monetary Policy in the United States. New York: Random House, 1968
  - Elements of monetary policy. New York: Random House, 1968
- Intermediate Macroeconomics: Output, Inflation, and Growth. New York: Norton, 1972
- Permanent income, wealth, and consumption: A critique of the permanent income theory, the life-cycle hypothesis, and related theories. Berkeley: Univ. of California Press, 1972
- (Hrsg.): The Structure of Monetarism. New York: Norton, 1978
- Thomas Mayer; James S. Duesenberry; Robert Z. Aliber: Money, Banking and the Economy. New York, NY: Norton, 1981
- Monetarism and Macroeconomic Policy. Aldershot: Elgar, 1990. Mit einem autobiografischen Essay Getting older, but not much wiser.
- (Hrsg.): The political economy of American monetary policy. Cambridge: Cambridge Univ. Press, 1990
- Truth versus Precision in Economics. Aldershot: Elgar, 1993
- Doing economic research: essays on the applied methodology of economics. Aldershot: Elgar, 1995
- Monetary Policy and the Great Inflation in the United States. 1999
- A frequent misuse of significance tests. München: CES, 2001
- Invitation to economics : understanding argument and policy. Malden, Mass.: Wiley-Blackwell, 2009

## Literatur

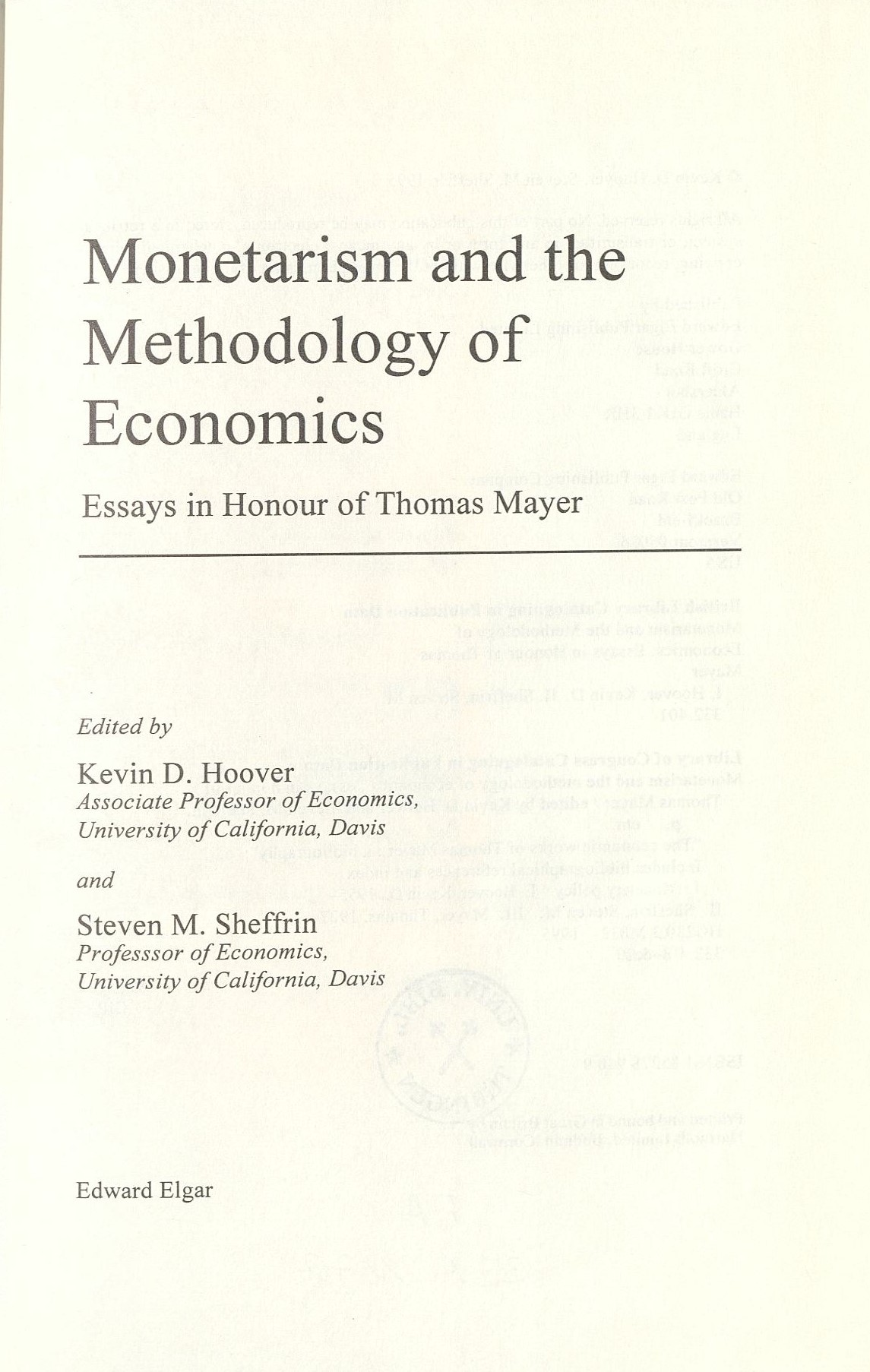
Festschrift (1995)